# オマール・ブラボ
オマール・ブラボ・トルデシリャス（Omar Bravo Tordecillas, 1980年3月4日 - ）は、メキシコ出身の元サッカー選手。元メキシコ代表である。現役時代のポジションはフォワード。

## クラブ経歴

### CDグアダラハラ
CDグアダラハラの下部組織出身で、2001年8月20日のUANLティグレス戦(0-0)でデビューした。最初の3シーズンは途中出場が多かったが、アペルトゥーラ2002でレギュラーに定着し、15試合に出場して6得点を挙げた。2006年は個人としてもクラブとしても成功を収め、クラウスーラ2007では17試合に出場して11得点を挙げて得点王に輝いた。アペルトゥーラ2006で優勝していたCDグアダラハラはCONCACAFチャンピオンズリーグ出場権を得て、Wコネクシオン戦で同大会初得点を挙げた。準決勝のDCユナイテッド戦ファーストレグでも得点して決勝進出に貢献し、2007年4月8日にCFパチューカとの間で行われた決勝のファーストレグ(2-2)では2得点を挙げた。2試合合計10-10で敗れて準優勝に終わったが、10得点を挙げてこの大会の得点王に輝いた。2008年4月26日、エスタディオ・ハルシコで行われたプエブラFC戦(4-0)でCDグアダラハラでの通算100得点を達成し、サルバドール・レジェス（122得点）に次いで2人目の100得点達成者となった。101得点目を挙げたプレーオフのCFモンテレイ戦(4-4)がCDグアダラハラでの最後の試合（第1期）となった。

### デポルティーボ・ラ・コルーニャ
2008年5月22日、スペイン・リーガ・エスパニョーラのデポルティーボ・ラ・コルーニャと3年契約を結んだ。移籍金は発生していない。当時のデポルティーボには同じメキシコ人のアンドレス・グアルダードが在籍していた。8月31日のレアル・マドリード戦(2-1)でデビューし、12月8日のマラガCF戦(2-0)でリーグ戦初得点を挙げたが、スペインでは成功したとは言えず、2008-09シーズンは9試合の出場（先発出場は2試合）に終わった。2009年3月5日、クラウスーラ2009を戦っているUANLティグレスにレンタル移籍した。UANLティグレスへのレンタル期間終了後は古巣CDグアダラハラにレンタル移籍し、得点数を108に伸ばした。

### スポルティング・カンザスシティ
2010年8月8日、2011年1月に特別指定選手としてメジャーリーグサッカーのスポルティング・カンザスシティに移籍することを発表した。チーヴァスUSA戦でデビューし、その試合で2得点を挙げた。

### クルス・アスル
2011年12月12日、スポルティング・カンザスシティには復帰せずにクルス・アスルと契約することを発表した。

## 代表経歴
様々な世代別のメキシコ代表に選ばれ、2004年にはU-23メキシコ代表としてアテネオリンピックに出場した。
2003年3月、ボリビア戦でメキシコA代表デビューした。同年7月に行われた2003 CONCACAFゴールドカップにも出場し、ジャマイカ戦で代表初得点を挙げた。メキシコ代表は決勝で招待国のブラジル（U-23ブラジル代表が出場）を下し、7度目の優勝を飾った。2006年6月にはドイツで開催された2006 FIFAワールドカップに出場し、グループリーグ初戦のイラン戦(3-1)で2得点を挙げてマン・オブ・ザ・マッチに選ばれた。グループリーグ最終戦のポルトガル戦(1-2)ではPKを失敗し、決勝トーナメント1回戦のアルゼンチン戦には出場しなかった。2007年には2007 CONCACAFゴールドカップとコパ・アメリカ2007に出場し、コパ・アメリカ2007ではエクアドル戦、パラグアイ戦、ウルグアイ戦で得点を挙げた。その後は2010 FIFAワールドカップ・北中米カリブ海予選に出場し、カナダ戦とコスタリカ戦で得点を挙げている。2009年7月には2009 CONCACAFゴールドカップにも出場し、グループリーグ最終戦のグアドループ戦が代表での最後の試合となったが、メキシコ代表は決勝でアメリカを5-0で下して自身2度目の優勝を飾った。

## 個人成績
2011年1月20日時点
| クラブ成績 | クラブ成績                     | クラブ成績 | リーグ | リーグ | カップ       | カップ       | 国際大会       | 国際大会       | 通算 | 通算 |
| シーズン   | クラブ                         | リーグ     | 出場   | 得点   | 出場         | 得点         | 出場           | 得点           | 出場 | 得点 |
| メキシコ   | メキシコ                       | メキシコ   | リーグ | リーグ | カップ       | カップ       | 北中米カリブ海 | 北中米カリブ海 | 通算 | 通算 |
| ---------- | ------------------------------ | ---------- | ------ | ------ | ------------ | ------------ | -------------- | -------------- | ---- | ---- |
| 2000-01    | CDグアダラハラ                 | プリメーラ | 3      | 0      |              |              |                |                | 3    | 0    |
| 2001-02    | CDグアダラハラ                 | プリメーラ | 33     | 2      |              |              |                |                | 33   | 2    |
| 2002-03    | CDグアダラハラ                 | プリメーラ | 41     | 18     |              |              |                |                | 41   | 18   |
| 2003-04    | CDグアダラハラ                 | プリメーラ | 40     | 14     |              |              |                |                | 40   | 14   |
| 2004-05    | CDグアダラハラ                 | プリメーラ | 32     | 18     |              |              |                |                | 32   | 18   |
| 2005-06    | CDグアダラハラ                 | プリメーラ | 28     | 9      |              |              |                |                | 28   | 9    |
| 2006-07    | CDグアダラハラ                 | プリメーラ | 43     | 22     |              |              |                |                | 43   | 22   |
| 2007-08    | CDグアダラハラ                 | プリメーラ | 38     | 18     |              |              |                |                | 38   | 18   |
| スペイン   | スペイン                       | スペイン   | リーグ | リーグ | 国王杯       | 国王杯       | ヨーロッパ     | ヨーロッパ     | 通算 | 通算 |
| 2008-09    | デポルティーボ・ラ・コルーニャ | ラ・リーガ | 9      | 1      | 3            | 2            | 8              | 0              | 20   | 3    |
| メキシコ   | メキシコ                       | メキシコ   | リーグ | リーグ | カップ       | カップ       | 北中米カリブ海 | 北中米カリブ海 | 通算 | 通算 |
| 2008-09    | UANLティグレス                 | プリメーラ | 6      | 0      |              |              |                |                | 6    | 0    |
| 2009-10    | CDグアダラハラ                 | プリメーラ | 32     | 5      |              |              |                |                | 32   | 5    |
| 2010-11    | CDグアダラハラ                 | プリメーラ | 9      | 2      |              |              |                |                | 9    | 2    |
| アメリカ   | アメリカ                       | アメリカ   | リーグ | リーグ | USオープン杯 | USオープン杯 | 北中米カリブ海 | 北中米カリブ海 | 通算 | 通算 |
| 2011       | スポルティング・カンザスシティ | MLS        | 28     | 9      | 2            | 0            | 0              | 0              | 30   | 9    |
| 通算       | メキシコ                       | メキシコ   | 305    | 108    |              |              |                |                | 305  | 108  |
| 通算       | スペイン                       | スペイン   | 9      | 1      | 3            | 2            | 8              | 0              | 20   | 3    |
| 通算       | アメリカ                       | アメリカ   | 28     | 9      | 2            | 0            | 0              | 0              | 30   | 9    |
| 総通算     | 総通算                         | 総通算     | 342    | 118    | 5            | 2            | 20             | 3              | 355  | 129  |

## 代表歴

### 出場大会
- メキシコ代表
  - 2006 FIFAワールドカップ

### 試合数
- 国際Aマッチ 67試合 15得点（2003年-2013年）[5]

| メキシコ代表 | 国際Aマッチ | 国際Aマッチ |
| 年           | 出場        | 得点        |
| ------------ | ----------- | ----------- |
| 2003         | 9           | 1           |
| 2004         | 3           | 2           |
| 2005         | 14          | 1           |
| 2006         | 10          | 5           |
| 2007         | 15          | 4           |
| 2008         | 5           | 1           |
| 2009         | 8           | 1           |
| 2010         | 0           | 0           |
| 2011         | 0           | 0           |
| 2012         | 0           | 0           |
| 2013         | 3           | 0           |
| 通算         | 67          | 15          |

### 得点
| 得点 | 日時          | 場所                       | 相手       | スコア | 結果 | 大会                                        |
| ---- | ------------- | -------------------------- | ---------- | ------ | ---- | ------------------------------------------- |
| 1.   | 2003年7月20日 | メキシコシティ             | ジャマイカ | 1–0    | 5–0  | 2003 CONCACAFゴールドカップ                 |
| 2.   | 2004年2月14日 | カリフォルニア州, カーソン | チリ       | 1–1    | 1–1  | 親善試合                                    |
| 3.   | 2004年3月10日 | トゥストラ・グティエレス   | エクアドル | 2–0    | 2–1  | 親善試合                                    |
| 4.   | 2005年7月10日 | ロサンゼルス               | グアテマラ | 4–0    | 4–0  | 2005 CONCACAFゴールドカップ                 |
| 5.   | 2006年3月29日 | シカゴ                     | パラグアイ | 1–1    | 2–1  | 親善試合                                    |
| 6.   | 2006年3月29日 | シカゴ                     | パラグアイ | 2–1    | 2–1  | 親善試合                                    |
| 7.   | 2006年5月5日  | パサデナ                   | ベネズエラ | 1–0    | 1–0  | 親善試合                                    |
| 8.   | 2006年6月11日 | ニュルンベルク             | イラン     | 1–0    | 3–1  | 2006 FIFAワールドカップ                     |
| 9.   | 2006年6月11日 | ニュルンベルク             | イラン     | 2–1    | 3–1  | 2006 FIFAワールドカップ                     |
| 10.  | 2007年3月28日 | オークランド               | エクアドル | 3–2    | 4–2  | 親善試合                                    |
| 11.  | 2007年7月1日  | マトゥリン                 | エクアドル | 2–0    | 2–1  | コパ・アメリカ2007                          |
| 12.  | 2007年7月8日  | マトゥリン                 | パラグアイ | 6–0    | 6–0  | コパ・アメリカ2007                          |
| 13.  | 2007年7月14日 | カラカス                   | ウルグアイ | 2–1    | 3–1  | コパ・アメリカ2007                          |
| 14.  | 2008年9月10日 | トゥストラ・グティエレス   | カナダ     | 1–0    | 2–1  | 2010 FIFAワールドカップ・北中米カリブ海予選 |
| 15.  | 2009年3月28日 | メキシコシティ             | コスタリカ | 1–0    | 2–0  | 2010 FIFAワールドカップ・北中米カリブ海予選 |

## タイトル

### クラブ
- CDグアダラハラ

コパ・グアダラハラ : 2006
コパ・メヒコ : 2015A

### 代表
- メキシコ代表

CONCACAFゴールドカップ : 2003, 2009

### 個人
- プリメーラ・ディビシオン 得点王 : クラウスーラ2007
- CONCACAFチャンピオンズリーグ 得点王 : 2007